# Johnny Van Zant
John Roy "Johnny" Van Zant (Jacksonville, 27 de febrer de 1960) és un dels membres actuals de la banda de southern rock Lynyrd Skynyrd. És el germà petit de Ronnie Van Zant, membre cofundador i ex-cantant de Lynyrd Skynyrd, i Donnie Van Zant, fundador del grup .38 Special.

## Biografia
Van Zant va començar en la banda The Austin Nickels Band durant els anys setanta. Posteriorment van canviar el nom per The Johnny Van Zant Band llançant el primer àlbum titulat No More Dirty Deals l'any 1980. Van publicar tres treballs més fins al 1985 però llavors decidí realitzar un descans del món de la música. Retornà per liderar la reunificació de la banda Lynyrd Skynyrd, que s'havia desfet l'any 1977 després de la mort de tres dels músics en un accident aeri, entre els quals s'hi trobava el seu germà Ronnie. Des de llavors ha seguit lligat a aquest grup, tot i que també va llançar un àlbum en solitari el 1990. Esporàdicament també va enregistrar algunes cançons i actuacions junt al seu germà Donnie amb el nom Van Zant a partir del 1998.
És un gran seguidor de l'equip de futbol americà Jacksonville Jaguars, i fins i tot, va enregistrar un vídeo amb la resta de membres de Lynyrd Skynyrd que s'emet en les pantalles de l'estadi EverBank Field, on juguen els Jaguars com a equip local.

## Discografia
| Any  | Àlbum                     | Banda          |
| ---- | ------------------------- | -------------- |
| 1980 | No More Dirty Deals       | Solitari       |
| 1981 | Round Two                 | Solitari       |
| 1982 | The Last of the Wild Ones | Solitari       |
| 1985 | Van Zant                  | Van Zant       |
| 1990 | Brickyard Road            | Solitari       |
| 1991 | Lynyrd Skynyrd 1991       | Lynyrd Skynyrd |
| 1993 | The Last Rebel            | Lynyrd Skynyrd |
| 1997 | Twenty                    | Lynyrd Skynyrd |
| 1998 | Edge of Forever           | Lynyrd Skynyrd |
| 1998 | Brother to Brother        | Van Zant       |
| 2001 | Van Zant II               | Van Zant       |
| 2003 | Vicious Cycle             | Lynyrd Skynyrd |
| 2005 | Get Right with the Man    | Van Zant       |
| 2007 | My Kind Of Country        | Van Zant       |
| 2009 | God & Guns                | Lynyrd Skynyrd |
| 2012 | Last of a Dying Breed     | Lynyrd Skynyrd |